# Дарчиев, Давид Гаврилович
Дави́д Гаври́лович Дарчи́ев (осет. Дарчиты Габрелы фырт Дауыт; 29 мая 1911, Алагир — 1989) — советский осетинский поэт и переводчик, участник партизанского движения.

## Биография
Родился в 1911 году в селе Алагир, в крестьянской семье.
После окончания средней школы учился на рабфаке в Костроме, затем в Академии коммунистического воспитания им. Н. К. Крупской в Москве.
В1936—1939 годах — ответственный секретарь журнала «Фидиуæг».
В 1940 году был призван в РККА. Участник Великой Отечественной войны.
В декабре 1941 года под Оршей попал в окружение, затем был в плену в лагере для военнопленных в посёлке Стодолище Смоленской области.
В августе 1943 года вместе с группой военнопленных, захватив оружие и автомобиль, совершил побег. Группа вошла в действовавший на территории Белоруссии партизанский отряд, позже ставший известен как Особое партизанское соединение «Тринадцать» С. В. Гришина. Как отмечал в мемуарах политрук соединения Н. М. Москвин:« Дарчиев славился как пулемётчик».
После освобождения Белоруссии и расформирования отряда, с января 1944 года служил сотрудником редакции газеты «Смерть врагам».
После войны вернулся в Северную Осетию, работал в книжном издательстве, в редакции газеты «Растдзинад».
В 1958 году окончил в Москве Высшие литературные курсы при Союзе писателей СССР. Был членом Союза писателей СССР.
Работал ответственным секретарем журнала «Мах дуг».
Умер в 1989 году.

## Творчество
Печатался с 1932 года. Во время войны написал цикл лирических стихотворений. После войны вышло несколько сборников стихотворений и поэм.
Автор поэм: «Сафират», «Партизанский лес», «Песня о земле предков», «Чабахан» (посвящена героине осетинского народа Чабахан Басиевой), сказки для детей «Гамат» и других.
Также работал переводчиком, в его переводах на осетинском языке были изданы «Скупой рыцарь» А. С. Пушкина, «Три сестры» А. П. Чехова, рассказы М. Горького, Юлиуса Фучика.

### В переводе нарусский языкотдельными изданиями вышли
- Горный поток: Стихи / Авториз. пер. с осет. — Орджоникидзе: Сев.-Осет. кн. изд-во, 1957. — 104 с.
- Гамат: Сказка (Для младш. школьного возраста) / Перевод с осет. М. Максимова; Ил. Н. А. Драгунов. — Москва: Советская Россия, 1959. — 37 с.
- Письмо друга: Стихи / Пер. с осет. — Москва: Советский писатель, 1959. — 99 с.
- Мой салам: Стихи и поэмы «Партизанский лес» и «Песнь о земле предков» / Пер. с осет. Ю. Хазанова и Ю. Даниэля. — Орджоникидзе: Сев.-Осет. кн. изд-во, 1963. — 75 с.
- Гамат: Сказка (Для младш. школьного возраста) / Перевод М. Максимова; Ил.: У. К. Кануков. — Орджоникидзе: Ир, 1968. — 35 с.
- Звенит чинара: Стихи и поэмы / Авториз. пер. с осет. М. Максимова; Ил.: У. Кануков. — Орджоникидзе: Ир, 1971. — 128 с.
- Чинара Дзараха: Стихи и поэмы «Чабахан» и «Чинара и Дзараха» / Авториз. пре. с осет. М. Максимова. — Москва: Советский писатель, 1972. — 110 с.
- Крылья и руки: Стихи, баллады, поэмы / Пер. с осет; Ил.: М. Магомедов. — Москва: Советская Россия, 1973. — 158 с.
- Раздумья: Стихотворения и поэмы / Пер. с осет.; Худож. С. А. Соколов. — М.: Советская Россия, 1983. — 142 с.
- Гамат: Поэма (Для мл. шк. возраста) / Перевод с осет. М. Д. Максимова. — Орджоникидзе: Ир, 1983. — 30 с.
- Трудные тропы: Рассказы. — Орджоникидзе: ИР, 1984. — 143 с.

### Многие произведения опубликованы в периодике, в том числе
- Мшистый камень / Стихи осет . поэта. Пер .: А. Городницкий // Ленинградская правда, 14 сентября 1967
- Моя земля . / Стихи осет . поэта. Пер .: А. Городницкий // Ленинградская правда, 19 сентября 1967
- "О земля моя, сказка бессмертная… ": Стихи / Пер .: М. Максимов // Нева, № 12, 1971. — стр. 5.
- Чабахан: Поэма / Пер .: М. Максимов // Наш современник, № 3, 1971 — стр. 46-54
- Недописанное письмо. Поэма / Пер. с осет. Л. Шерешевский // Литературная Осетия, № 49, 1977. — стр. 3-6
- Колобок: Рассказы о юном партизане Коле / Пер И. Гуммер // Литературная Осетия, № 62, 1983. — стр. 21-35

## Награды
- медаль «Партизану Отечественной войны» II-й степени (1944)
- Орден Отечественной войны II степени (1985).